# Dicranota (Rhaphidolabis) brunettii
Dicranota (Rhaphidolabis) brunettii is een tweevleugelige uit de familie Pediciidae. De soort komt voor in het Oriëntaals gebied.